# Tamanend

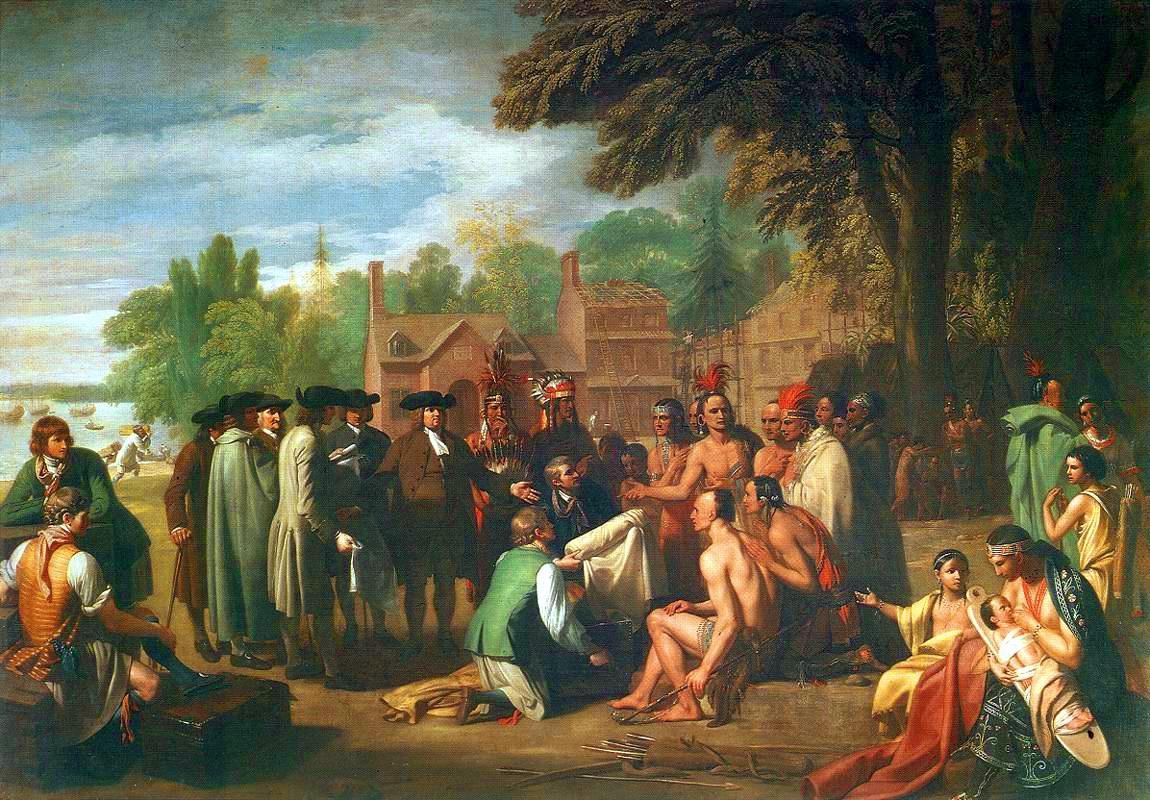
Het verdrag van William Penn met de Indianen, geschilderd door Benjamin West.

Tamanend, Tammany of Tammamend (ca. 1625 - 1701) was een Indiaans stamhoofd van een stam die deel uitmaakte van de Lenni-Lenape. Volgens de verhalen was hij de stamleider die William Penn verwelkomde op zijn land en met hem het verdrag sloot voor de stichting van Philadelphia.
Na de Amerikaanse Revolutie groeide hij uit tot een nationaal symbool van de nieuw gevormde staat. Zo werd er onder meer een politiek groepering met zijn naam opgericht, waarvan Tammany Hall de bekendste is.

## Trivia
- De plaats St. Tammany Parish in Louisiana is naar Tammanend vernoemd.